# Mae Hotely
Mae Hotely (Maryland, 7 de outubro de 1872 — Coronado, 6 de abril de 1954)[carece de fontes?] foi uma atriz norte-americana da era do cinema mudo. Ela apareceu em 85 filmes entre 1911 e 1929.